# Handebol nos Jogos Olímpicos de Verão de 1984
O handebol nos Jogos Olímpicos de Verão de 1984 foi realizado em Los Angeles, nos Estados Unidos.

## Masculino
| Ouro | Prata | Bronze |
| Iugoslávia Zlatan Arnautović Mirko Bašić Jovica Elezović Mile Isaković Pavle Jurina Milan Kalina Slobodan Kuzmanovski Dragan Mladenović Zdravko Rađenović Momir Rnić Branko Štrbac Veselin Vujović Veselin Vuković Zdravko Zovko | Alemanha Ocidental Jochen Fraatz Thomas Happe Arnulf Meffle Rüdiger Neitzel Michael Paul Dirk Rauin Siegfried Roch Michael Roth Ulrich Roth Martin Schwalb Uwe Schwenker Thomas Springel Andreas Thiel Klaus Wöller Erhard Wunderlich | Romênia Mircea Bedivan Dumitru Berbece Iosif Boroş Alexandru Buligan Gheorghe Covaciu Gheorghe Dogărescu Marian Dumitru Cornel Durău Alexandru Fölker Nicolae Munteanu Vasile Oprea Adrian Simion Vasile Stîngă Neculai Vasilcă Maricel Voinea |

### Primeira fase
As equipes primeiro colocadas em cada grupo disputam a medalha de ouro na final. As equipes que terminaram em segundo lugar em cada um dos dois grupos disputaram a medalha de bronze.

#### Grupo A
| Equipe         | Pts | J | V | E | D | GP  | GC  |
| -------------- | --- | - | - | - | - | --- | --- |
| YUG Iugoslávia | 9   | 5 | 4 | 1 | 0 | 123 | 76  |
| ROM Romênia    | 8   | 5 | 4 | 0 | 1 | 120 | 91  |
| ISL Islândia   | 7   | 5 | 3 | 1 | 1 | 102 | 96  |
| SUI Suíça      | 4   | 5 | 2 | 0 | 3 | 83  | 102 |
| JPN Japão      | 2   | 5 | 1 | 0 | 4 | 84  | 117 |
| ALG Argélia    | 0   | 5 | 0 | 0 | 5 | 75  | 105 |

| 31 de julho |       |          |
| Iugoslávia  | 22–22 | Islândia |
| Suíça       | 20–13 | Japão    |
| Romênia     | 25–16 | Argélia  |
| 2 de agosto |       |          |
| Iugoslávia  | 32–15 | Japão    |
| Romênia     | 26–17 | Islândia |
| Suíça       | 19–18 | Argélia  |
| 4 de agosto |       |          |
| Islândia    | 21–17 | Japão    |
| Romênia     | 23–17 | Suíça    |
| Iugoslávia  | 25–10 | Argélia  |
| 6 de agosto |       |          |
| Romênia     | 28–22 | Japão    |
| Islândia    | 19–15 | Argélia  |
| Iugoslávia  | 25–11 | Suíça    |
| 8 de agosto |       |          |
| Islândia    | 23–16 | Suíça    |
| Iugoslávia  | 19–18 | Romênia  |
| Japão       | 17–16 | Argélia  |

#### Grupo B
| Equipe                 | Pts | J | V | E | D | GP  | GC  |
| ---------------------- | --- | - | - | - | - | --- | --- |
| FRG Alemanha Ocidental | 10  | 5 | 5 | 0 | 0 | 114 | 95  |
| DEN Dinamarca          | 8   | 5 | 4 | 0 | 1 | 115 | 99  |
| SWE Suécia             | 6   | 5 | 3 | 0 | 2 | 119 | 110 |
| ESP Espanha            | 4   | 5 | 2 | 0 | 3 | 105 | 106 |
| USA Estados Unidos     | 1   | 5 | 0 | 1 | 4 | 91  | 100 |
| KOR Coreia do Sul      | 1   | 5 | 0 | 1 | 4 | 123 | 157 |

| 31 de julho        |       |                |
| Suécia             | 36–23 | Coreia do Sul  |
| Dinamarca          | 21–16 | Espanha        |
| Alemanha Ocidental | 21–19 | Estados Unidos |
| 2 de agosto        |       |                |
| Dinamarca          | 31–28 | Coreia do Sul  |
| Alemanha Ocidental | 18–16 | Espanha        |
| Suécia             | 21–18 | Estados Unidos |
| 4 de agosto        |       |                |
| Espanha            | 31–25 | Coreia do Sul  |
| Alemanha Ocidental | 18–17 | Suécia         |
| Dinamarca          | 19–16 | Estados Unidos |
| 6 de agosto        |       |                |
| Alemanha Ocidental | 37–25 | Coreia do Sul  |
| Dinamarca          | 26–19 | Suécia         |
| Espanha            | 17–16 | Estados Unidos |
| 8 de agosto        |       |                |
| Alemanha Ocidental | 20–18 | Dinamarca      |
| Suécia             | 26–25 | Espanha        |
| Coreia do Sul      | 22–22 | Estados Unidos |

#### 11º-12º lugar
| 10 de agosto  |       |         |
| Coreia do Sul | 25–21 | Argélia |

#### 9º-10º lugar
| 10 de agosto   |       |       |
| Estados Unidos | 24–16 | Japão |

#### 7º-8º lugar
| 10 de agosto |       |         |
| Suíça        | 18–17 | Espanha |

#### 5º-6º lugar
| 10 de agosto |       |          |
| Suécia       | 26–24 | Islândia |

### Disputa pelo bronze
| 11 de agosto |       |           |
| Romênia      | 23–19 | Dinamarca |

### Final
| 11 de agosto |       |                    |
| Iugoslávia   | 18–17 | Alemanha Ocidental |

### Classificação final
| Pos. | País               |
| ---- | ------------------ |
|      | Iugoslávia         |
|      | Alemanha Ocidental |
|      | Romênia            |
| 4    | Dinamarca          |
| 5    | Suécia             |
| 6    | Islândia           |
| 7    | Suíça              |
| 8    | Espanha            |
| 9    | Estados Unidos     |
| 10   | Japão              |
| 11   | Coreia do Sul      |
| 12   | Argélia            |

## Feminino
| Ouro | Prata | Bronze |
| Iugoslávia Svetlana Anastasovska Alenka Cuderman Svetlana Dašić Slavica Đukić Dragica Đurić Mirjana Đurica Emilija Erčić Ljubinka Janković Jasna Kolar-Merdan Ljiljana Mugoša Svetlana Mugoša Mirjana Ognjenović Zorica Pavićević Jasna Ptujec Biserka Višnjić | Coreia do Sul Yoon Soo-Kyung Shon Mi-Na Sung Kyung-Hwa Yoon Byung-Soon Kim Ok-Hwa Lee Soon-Ei Lee Young-Ja Kim Choon-Rye Kim Kyung-Soon Kim Mi-Sook Han Hwa-Soo Jeong Hyoi-Soon Jeung Soon-Bok | China Chen Zhen Gao Xiumin He Jianping Li Lan Liu Liping Liu Yumei Sun Xiulan Wang Linwei Wang Mingxing Wu Xingjiang Zhang Weihong Zhang Peijun Zhu Juefeng |

### Grupo Único
| Equipe                 | Pts | J | V | E | D | GP  | GC  |
| ---------------------- | --- | - | - | - | - | --- | --- |
| YUG Iugoslávia         | 10  | 5 | 5 | 0 | 0 | 143 | 102 |
| KOR Coreia do Sul      | 7   | 5 | 3 | 1 | 1 | 125 | 119 |
| CHN China              | 5   | 5 | 2 | 1 | 2 | 112 | 115 |
| FRG Alemanha Ocidental | 4   | 5 | 2 | 0 | 3 | 91  | 100 |
| USA Estados Unidos     | 4   | 5 | 2 | 0 | 3 | 114 | 123 |
| AUT Áustria            | 0   | 5 | 0 | 0 | 5 | 91  | 117 |

| 1 de agosto        |       |                    |
| Coreia do Sul      | 23–22 | Áustria            |
| Iugoslávia         | 20–19 | Alemanha Ocidental |
| Estados Unidos     | 25–22 | China              |
| 3 de agosto        |       |                    |
| Iugoslávia         | 30–15 | Áustria            |
| China              | 20–19 | Alemanha Ocidental |
| Coreia do Sul      | 29–27 | Estados Unidos     |
| 5 de agosto        |       |                    |
| Alemanha Ocidental | 18–17 | Áustria            |
| China              | 24–24 | Coreia do Sul      |
| Iugoslávia         | 33–20 | Estados Unidos     |
| 7 de agosto        |       |                    |
| China              | 21–16 | Áustria            |
| Iugoslávia         | 29–23 | Coreia do Sul      |
| Alemanha Ocidental | 18–17 | Estados Unidos     |
| 9 de agosto        |       |                    |
| Estados Unidos     | 25–21 | Áustria            |
| Coreia do Sul      | 26–17 | Alemanha Ocidental |
| Iugoslávia         | 31–25 | China              |